# Perales (Los Santos)
Perales es un corregimiento ubicado en el distrito de Guararé en la provincia panameña de Los Santos. En el año 2010 tenía una población de 421 habitantes y una densidad poblacional de 23,6 personas por km².